# Złota (dopływ Sanu koło Kuryłówki)
Złota – rzeka, prawobrzeżny dopływ Sanu o długości 33,07 km i powierzchni zlewni ok. 150 km².
Przepływa przez miejscowości: Majdan Sieniawski, Słobodę, Dąbrowicę, Ożannę, Tarnawiec i Kuryłówkę. W Ożannie na rzece utworzono sztuczny zalew, wokół którego rozwija się turystyka.